# Leptarctia albifascia
Leptarctia albifascia är en fjärilsart som beskrevs av French 1889. Leptarctia albifascia ingår i släktet Leptarctia och familjen björnspinnare. Inga underarter finns listade i Catalogue of Life.